# Summer Phoenix
Summer Joy Phoenix (Winter Park, 10 de dezembro de 1978) é uma atriz e modelo norte-americana. É a irmã mais nova do falecido ator River Phoenix, e de Rain Phoenix, Joaquin Phoenix e Liberty Phoenix.

## Carreira
Phoenix foi uma atriz infantil, com um agente que a representava, juntamente com seus irmãos e irmãs desde os dois anos de idade; teve participações especiais nas séries de televisão Murder She Wrote, Growing Pains e Airwolf e apareceu no filme feito especialmente para a televisão Kate's Secret, e em Russkies, onde fez o papel da irmã caçula de seu irmão na vida real, Joaquin.
Phoenix apareceu posteriormente em filmes como Wasted, The Laramie Project, SLC Punk!, Dinner Rush, The Believer e The Faculty. Foi protagonista em Esther Kahn (2000) e Suzie Gold (2004).
Em 2002, Phoenix começou uma temporada de três meses no teatro, com a peça This is Our Youth, no Garrick Theatre, em Londres, juntamente com Matt Damon e seu marido, Casey Affleck.
Summer também foi integrante da banda cult de rock, The Causey Way, juntamente com sua irmã, Rain.

## Biografia
Phoenix nasceu em Winter Park, na Flórida, Estados Unidos. Sua mãe, Arlyn Sharon (nascida Dunetz), nasceu no Bronx, em Nova York, filha de pais judeus da Hungria e da Rússia. Seu pai, John Lee Bottom, era um católico não-praticante de Fontana, Califórnia. Em 1969 a mãe de Phoenix abandonou a sua família e se mudou para a Califórnia, onde conheceu o pai de Phoenix enquanto pedia carona. Casaram-se em 1969, e passaram a fazer parte de uma seita religiosa chamada Meninos de Deus, trabalhando como missionários e trabalhando em colheitas de frutas na América do Sul.
Phoenix frequentou a Tisch School of the Arts, da Universidade de Nova York, porém abandonou o curso para seguir a carreira no cinema.
Uma vegana desde seu nascimento, Phoenix apoia diversas campanhas e causas ambientais e envolvidas com os direitos animais, incluindo a PETA.
Summer Phoenix tornou-se noiva de Casey Affleck em 25 de dezembro de 2003, e deu à luz Indiana August, em 31 de maio de 2004, em Amsterdã, na Holanda. Phoenix e Affleck se casaram em 3 de junho de 2006, em Savannah, Geórgia, e tiveram um segundo filho, Atticus, em 12 de janeiro de 2008. Separou-se amigavelmente do ator Casey Affleck, em Novembro de 2015, porém, só assinaram o divórcio em Março de 2016. 
Atualmente, Phoenix é proprietária e administradora da butique de roupas vintage "Some Odd Rubies", com filiais em Nova York e Los Angeles, juntamente com as amigas Odessa Whitmire e Ruby Canner.

## Filmografia
- Kate's Secret (1986) (TV), Becky Stark
- Russkies (1987), Candi
- Runaway Ralph (1988) (TV)
- Arresting Gena (1997), Jane Freeman
- Girl (1998), Rebecca Fernhurst
- Can't Hardly Wait (1998), Candy, amiga da garota chapada - cenas deletadas
- I Woke Up Early the Day I Died (1998), Bartender#2/garota na praia
- SLC Punk! (1998), Brandy
- The Faculty (1998; (br: A Prova Final; pt: Mistério na Faculdade), Garota 'Fuck You'
- Committed (2000), Meg
- Esther Kahn (2000), Esther Kahn
- Dinner Rush (2000), Marti Wellington
- The Believer (2001; pt: O Crente), Carla Moebius
- The Laramie Project (2002), Jen Malmskog
- Wasted (2002) (TV), Samantha
- Suzie Gold (2004), Suzie Gold